# Stewart megye (Tennessee)
Stewart megye az Amerikai Egyesült Államokban, azon belül Tennessee államban található. Megyeszékhelye és legnagyobb városa Dover. Lakosainak száma 13 657 fő (2020. április 1.). Stewart megye Trigg, Benton, Calloway, Henry, Houston, Montgomery és Christian megyékkel határos.

## Népesség
A megye népességének változása:
| Lakosok száma | 13 352 | 13 245 | 13 353 | 13 362 | 13 259 | 13 657 |
|               | 2010   | 2011   | 2012   | 2013   | 2015   | 2020   |